# Mazabuka (Sambia)
Mazabuka ist eine agrarisch geprägte Stadt in der Southern Province von Sambia mit 104.412 Einwohnern (2022), auf etwa 1050 Meter Höhe über dem Meeresspiegel. Sie liegt 70 Kilometer südwestlich der Hauptstadt Lusaka, südlich der Kafue-Auen. Sie ist Sitz der Verwaltung des gleichnamigen Distrikts.

## Historische Entwicklung
Der Ort wurde als Lubombo gegründet.
1905 wurde er an das Eisenbahnnetz angeschlossen. Aufgrund der Eisenbahnlinie und der fruchtbaren Böden siedelnden sich zunehmend weiße Siedler an.
Mazabuka entwickelte sich in den 1920er Jahren zu einem Verwaltungszentrum.
1925 wurde eine landwirtschaftliche Versuchs- und Veterinärstation eingerichtet. Im selben Jahr wurde ein Büro der British Overseas Military Administration (BOMA) eingerichtet, dem die Verwaltung von Magoye, Gwembe, Kalomo und Mazabuka übertragen wurde.
In den späten 1950er Jahren wurde zusammen mit Monze das Mazabuka Rural Council gegründet.
1977 wurden die beiden Gebiete aufgrund der wachsenden Bevölkerung, der Infrastruktur und auch der Entscheidung der sieben Häuptlinge von Monze und Mazabuka wieder getrennt. Mazabuka war darauf für das städtische Gebiet zuständig war, während Monze die ländlichen Gebiete verwaltete.
1980 wurde Mazabuka zum District Council und leiten ab da sowohl das städtische als auch ländliche Distriktsgebiete. Aufgrund des Bevölkerungswachstums, der Expansion von Zambia Sugar und der Zunahme der Anzahl der Wards wurde 1996 ein Municipal Council eingerichtet und im September 1996 Mazabuka der Status einer Stadt verliehen.

## Wirtschaft
Mazabuka liegt inmitten von Zuckerrohrplantagen. Es ist eine agrarische Agglomeration (rus in urbe), deren Mittelpunkt die Stadt bildet. Am Stadtrand, im Stadtteil Nakambala, befindet sich die Zambia Sugar  Zuckerfabrik, die den größten Teil von Sambias Zucker produziert. Ansonsten ist sein Gewerbeleben auf die Landwirtschaft und deren Maschinen- und Werkzeugbedarf ausgerichtet.
Es ist eine Stadt mit hoher Zuwanderung, da die Zuckerfarmen in der Region der fruchtbaren Kafueauen neben den Bergwerken zu den wichtigsten Arbeitgebern in Sambia gehören. Neben den Zuckerrohrfeldern haben sich Kleinbauern angesiedelt, die Mais anbauen und in den Auen Milchwirtschaft, somit auch Fleischproduktion betreiben. Inzwischen wurde die Landwirtschaft um Baumwolle, Erdnüsse und Soja erweitert. 70 Prozent des Agrarlandes um Mazabuka werden künstlich bewässert.

## Infrastruktur
Die Stadt liegt an der Fernstraße T1 und der Eisenbahnstrecke Kitwe-Livingstone. Mazabuka hat Grund- und Sekundarschulen und mehrere Krankenhäuser. Es hat zwei Hauptstraßen, jede mit einigen Banken, Geschäften und Restaurants. Touristen besuchen es selten.

## Demografie
| Jahr | Einwohnerzahl |
| ---- | ------------- |
| 1963 | 5100          |
| 1969 | 9400          |
| 1974 | 10.900        |
| 1990 | 24.596        |
| 2000 | 47.148        |
| 2010 | 71.700        |
| 2022 | 104.412       |